# Kavangoland
Kavangoland era un bantustan de l'antiga Namíbia. Es trobava al nord del país, a l'est d'Ovamboland i a l'oest de Caprivi Oriental.
El maig de 1973, va rebre la independència nominal. Es va crear un consell legislatiu que incloïa membres designats dels cinc principals grups tribals (gciriku, kwangali, mbukushu, mbunza i shambyu). Durant els comicis de 1973 el 66% dels electors va acudir a votar. Gran nombre d'angolesos es van instal·lar en aquesta regió fugint del conflicte armat de l'altre costat de la frontera. Durant els anys de bel·ligerància, aquest territori va sofrir intensa activitat guerrillera de SWAPO. El més popular dels idiomes oficials era el RuKwangali; els altres dos eren l'anglès i l'afrikaans.
La seva extensió era de 41.701 km² i, en 1960, tenia 28.000 habitants (població en 2001: 201.000). La seva capital era el poble de Rundu, el qual ho segueix sent en l'actualitat de Kavango, nom de la jurisdicció que sobre la mateixa àrea és ara una de les 13 regions administratives de Namíbia.